# Glace VII

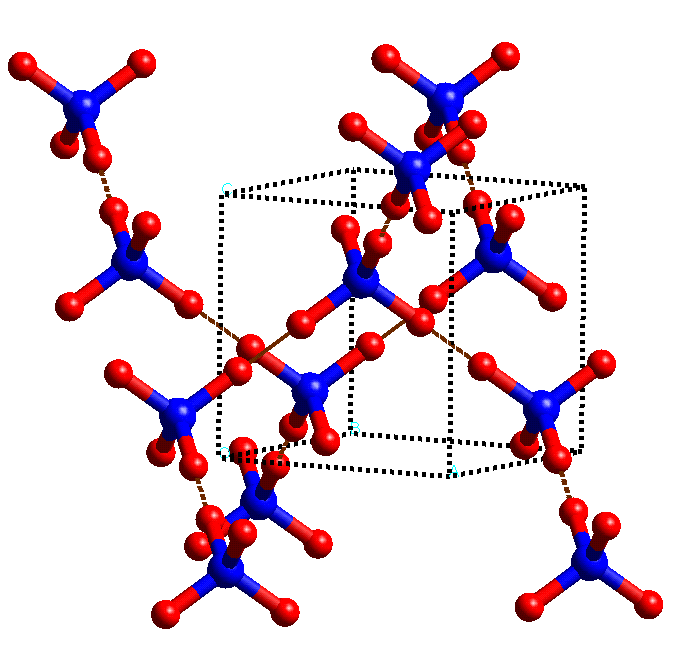
Structure cristalline de la glace VII.

La glace VII est une forme cristalline de la glace, stable à haute pression.
La glace VII a été synthétisée par Percy Williams Bridgman en 1937. Cette nouvelle forme a été créée à partir de la glace VI soumise à une pression comprise entre 2 et 2,5 GPa (1 GPa ≈ 10 000 atm).
De la glace VII naturelle a été observée en 2017 sous la forme d'inclusions dans les diamants extraits de la mine d'Orapa (District central, Botswana). Ces diamants proviennent de la zone de transition du manteau terrestre (entre 410 et 660 km de profondeur). Les inclusions se sont formées à l'état d'eau liquide, à ces très hautes pressions et températures. L'eau a ensuite cristallisé lors de la remontée des diamants vers la surface en raison de la baisse de température et malgré la baisse de pression, laquelle est cependant restée égale ou supérieure à 24 GPa grâce à la grande rigidité du diamant.
Une forme plastique de la glace VII, prédite théoriquement depuis plusieurs années, est mise en évidence expérimentalement en 2024, à une pression supérieure à 5 GPa et des températures comprises entre 200 et 350 °C. Cette nouvelle phase pourrait être présente dans les profondeurs de Ganymède (satellite de Jupiter),.